# Húsavík

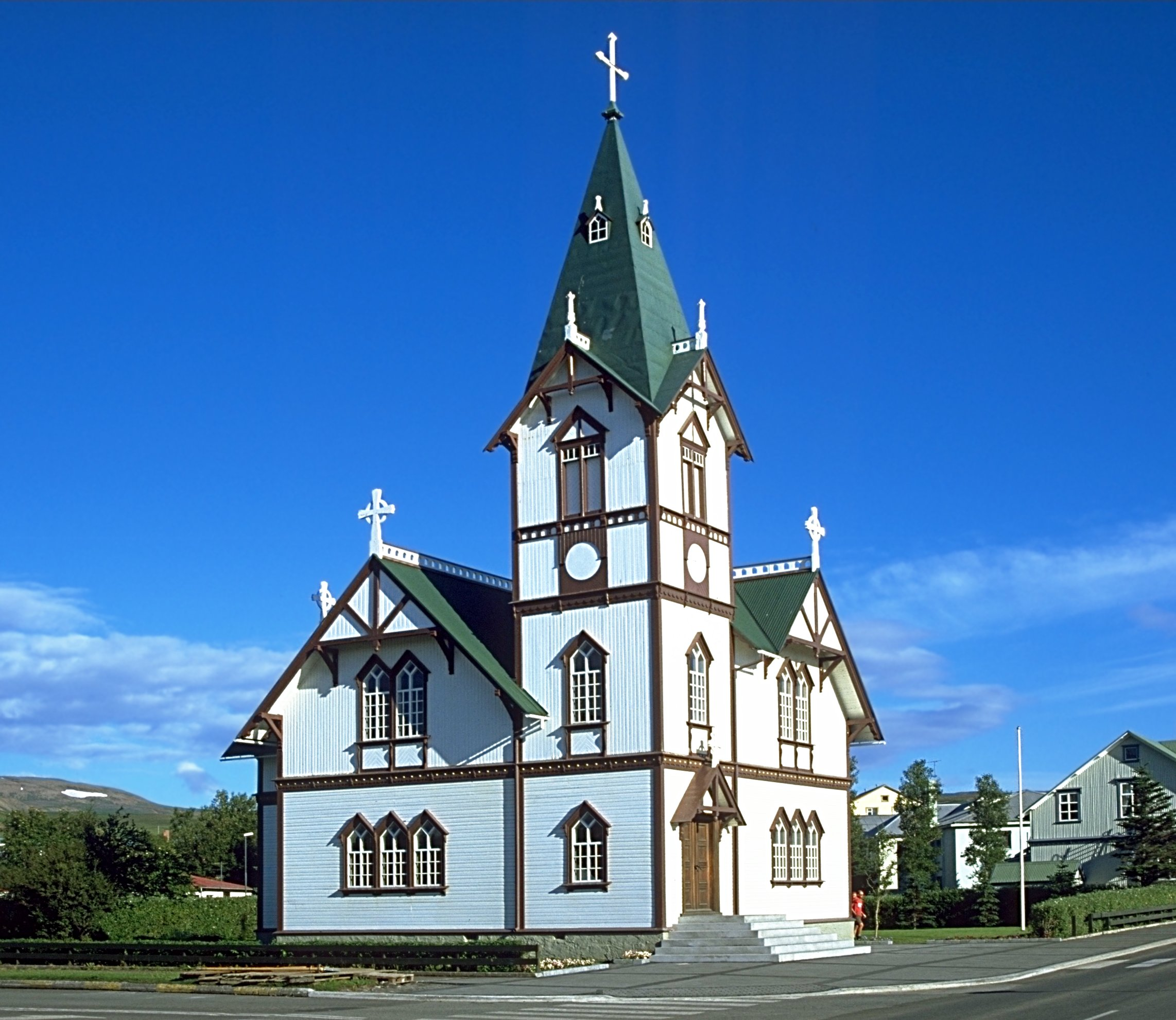
Església de Húsavík

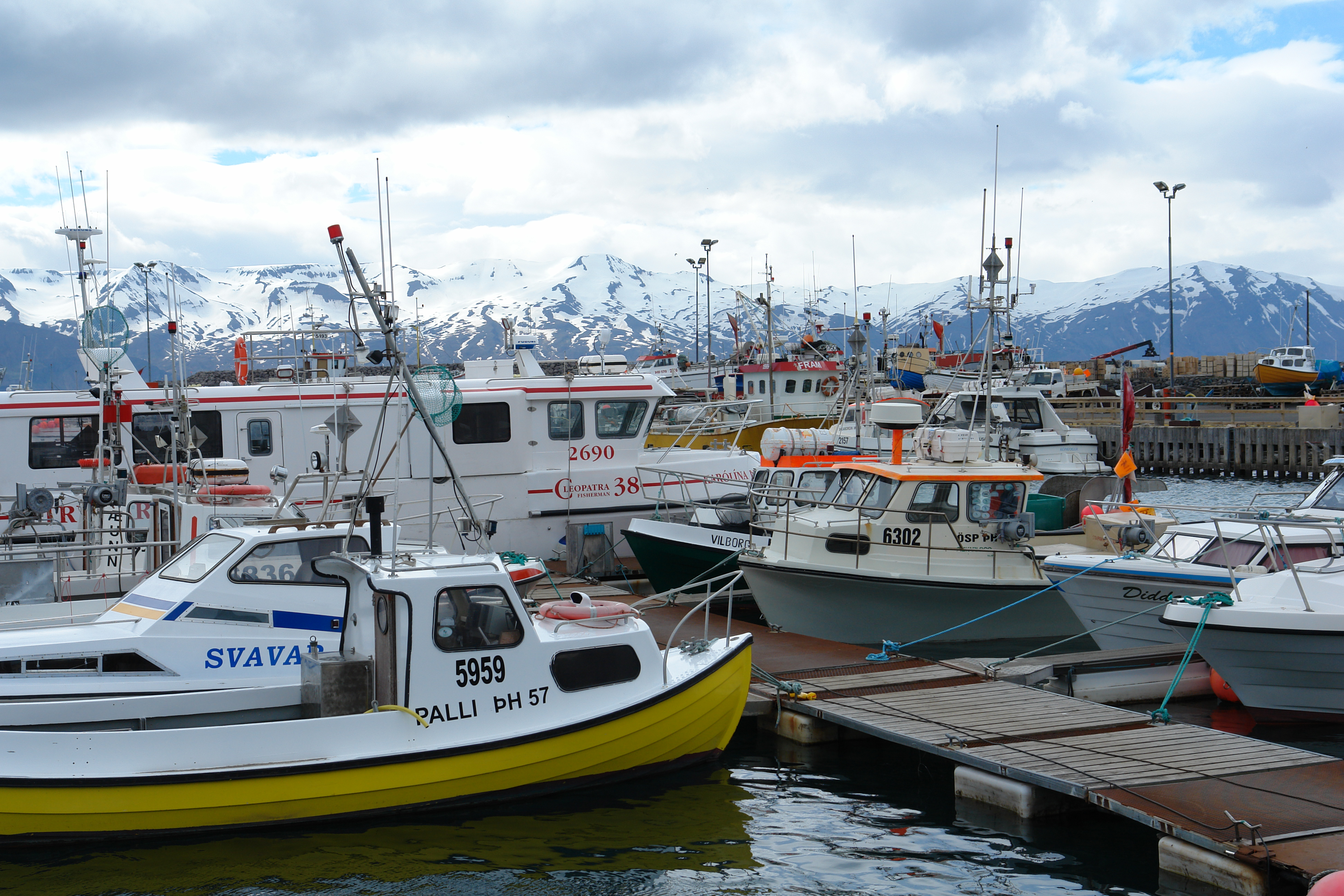
Port de Húsavík

Húsavík és una petita localitat al nord d'Islàndia que està situada a les ribes de la badia de Skjálfandi.
La població viu principalment del turisme, de la pesca, del comerç i de la indústria a petita escala.
El seu primer habitant de qui es té constància va ésser el viking d'origen suec Gardar Svavarsson que va batejar el territori circumdant amb el nom de Garðarshólmi. Actualment hi ha un monument en el seu honor recordant aquest fet.
Húsavik és un dels pobles que surt esmentat al Hundabrævið, document del segle xiv que legislava la tinença de gossos a l'arxipèlag.

## Turisme
A prop de Húsavík trobem la regió de Mývatn, amb una interessant geologia i una gran diversitat de fauna. El Parc Nacional Jökulsárgljúfur amb el canó Ásbyrgi amb forma de ferradura i les cascades Dettifoss, Hafragilsfoss i Selfoss també estan no gaire lluny de la ciutat.
A més del seu bonic paisatge, Húsavík és coneguda per la seva església del segle xix. Húsavík s'ha convertit en un centre d'observació de balenes, ja que sovint entren a la badia balenes de diferents espècies. També trobem a la ciutat el Museu de la Balena de Húsavík.
Ha sigut tradicionalment l'emplaçament del Museu fal·lològic d'Islàndia, que conté mostres de penis de cada mamífer que viu a Islàndia, incloent un penis de 67 polzades de catxalot i un penis humà. L'any 2011 va tornar a ubicar-se a Reykjavík.